# Pelinów (powiat grójecki)
Pelinów – wieś sołecka w Polsce położona w województwie mazowieckim, w powiecie grójeckim, w gminie Błędów.
| SIMC    | Nazwa          | Rodzaj    |
| ------- | -------------- | --------- |
| 0615109 | Wola Dańkowska | część wsi |

W latach 1975–1998 miejscowość należała administracyjnie do województwa radomskiego.